# Alvier (Fluss)
Der Alvier, auch Alvierbach, ist ein fast 15 Kilometer, mit seinen Oberlauf Seebach zusammen über 18 Kilometer langer  Gebirgsbach im Vorarlberger Bezirk Bludenz und ein südwestlicher und linker Zufluss der  Ill.

## Geographie

### Verlauf

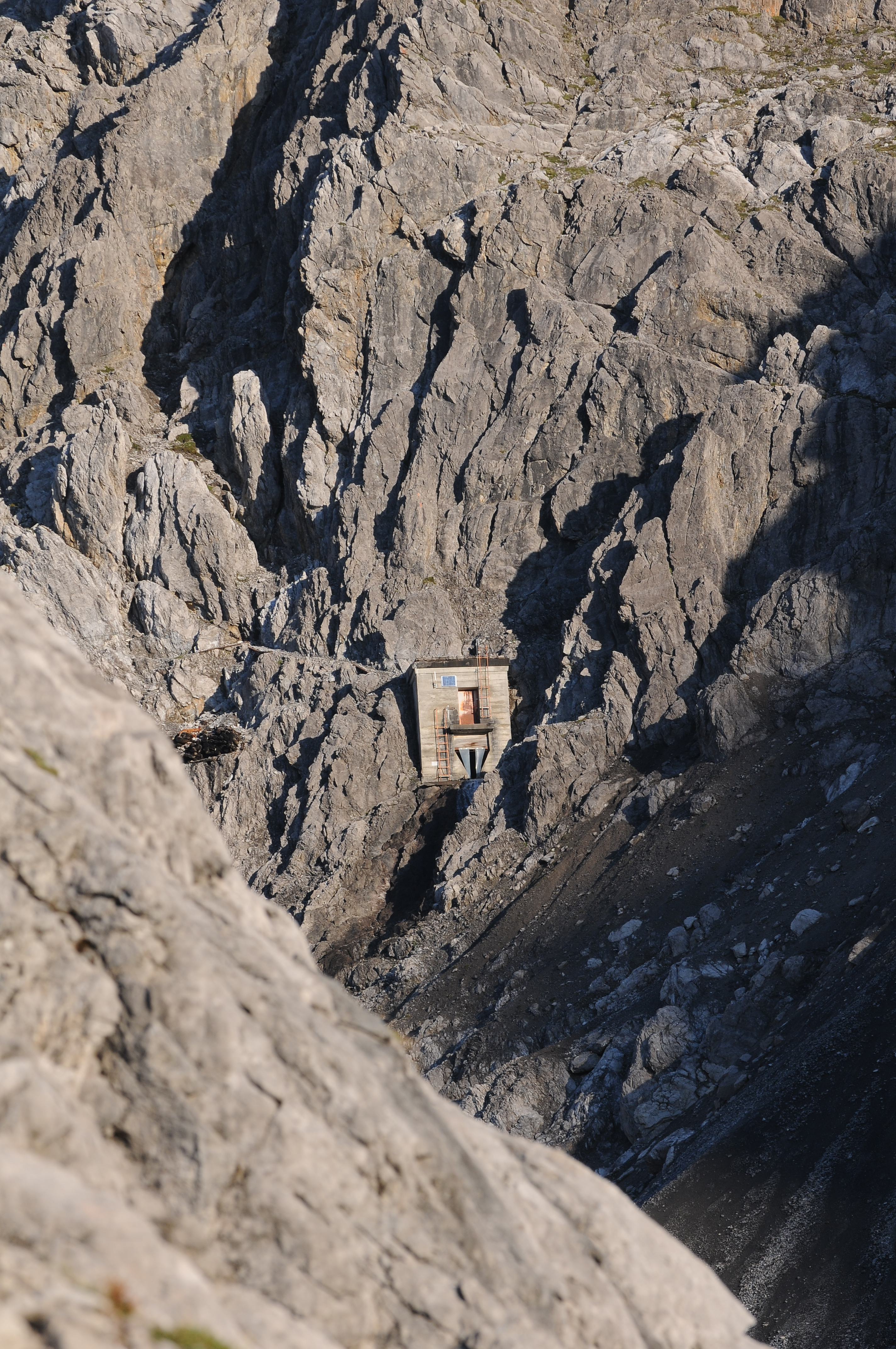
Der 2452 m hoch gelegene Ausgang des Überleitungsstollens vom Brandnder Gletscher bildet den Ursprung des Seebachs.

Der Alvier beginnt auf einer Höhe von etwa 1965 m ü. A. als Abfluss aus dem Lünersee.
Er fließt zunächst in nördlicher und dann in nordnordöstlicher Richtung durch das Brandnertal zur Ill und fließt dabei durch die Gemeinden Brand und Bürs.
In Höhe des Bürserberger Ortsteils Tschapina wird dem Bach in etwa 835 m Höhe Wasser entnommen und ins 1910 in Betrieb genommene „Alvierwerk“, einem 4,8 MW leistenden Wasserkraftwerk der Firma Getzner am Ausgang der Bürser Schlucht, geleitet. Dieses kann bis zu 2550 Liter/Sekunde verarbeiten. Das abgearbeitete Wasser fließt weiter ins „Alvierwerk II“ (bei der Lünseseefabrik in Bürs), und von dort nicht wieder in den Alvier, sondern in die Ill. Dadurch bleibt unmittelbar unterhalb der Tschapina-Wasserfassung bis zur Mündung in die Ill nur ein Restwasserfluss von mindestens 60 Litern/s.
In Bürs mündet er schließlich, aus dem Südwesten kommend, auf einer Höhe von 555 m ü. A. von links in die aus Südsüdosten  heranziehende Ill.
Der 18,35 km lange Gesamtlauf des Alviers endet ungefähr 1.898 Höhenmeter unterhalb der Quelle seines Oberlaufs Seebach, er hat somit ein mittleres Sohlgefälle von circa 10 %.

### Zuflüsse
(Vom Ursprung bis zur Mündung. Namen und Längen (auf eine Nachkommastelle gerundet) nach dem  Vorarlberg Atlas)
- Seebach[6] (Oberlauf), 1,4 km
- Värabach[6] (rechts), 2,6 km
- Schafgafallbach (rechts), 0,8 km
- Saulakopfbach (rechts), 1,8 km
- Settlarüfe (rechts), 1,4 km
- Gletscherbach (links), 1,9 km
- Kessitobel(bach) (rechts), 1,8 km
- Rappatobel(bach) (rechts), 0,9 km
- Maiensäßtobel(bach) (rechts), 1,4 km
- Mittelbergtobel(bach) (links), 1,2 km
- Palüdbach (links), 5,0 km
- Gadabächle (links), 0,7 km
- Brüggatobel(bach) (rechts), 1,2 km
- Töbele (rechts), 1,1 km
- Gastatobel(bach) (links), 2,0 km
- Mühlebach (links), 1,4 km
- Johannesbach (links), 0,7 km
- Studabächle (links), 0,4 km
- Rothorntobel(bach) (rechts), 1,6 km
- Kellatobel(bach) (rechts), 0,7 km
- Marktobel(bach) (rechts), 0,8 km
- Schliefwaldtobel(bach) (links), 5,3 km
- Sarotlabach (rechts), 4,0 km
- Ehalbgraben 1 (rechts), 0,6 km
- Valbonatobel(bach) (rechts), 1,1 km
- Marktobelbach (rechts), 0,9 km
- Brunnentobel(bach) (rechts), 0,7 km
- Dietrichstobel(bach) (links), 0,2 km
- Maggenzbedatobel(bach) (rechts), 0,4 km

## Natur und Umwelt
Das Gewässer hat im Laufe der Zeit zahlreiche Gumpen ins Flussbett gegraben, in dem sich Bachforellen und Regenbogenforellen tummeln. Das klare, reißende Wasser besitzt Trinkwasserqualität.

## Freizeit
Das 14 Hektar große Alvier-Bad hat Wasserpflanzen, die auf biologische Art Schadstoffe aus dem Wasser des Bades filtern.